# Partido Socialista (Irlanda)
El Partido Socialista (inglés, Socialist Party; irlandés Pairtí Soisialach) es un partido político irlandés fundado en 1996, de ideología marxista. Es miembro del Comité por una Internacional de los Trabajadores, de ideología trotskista. Es partidario de la planificación socialista de los sectores clave de la actividad económica, y de transferir el poder de los bancos y especuladores a la clase obrera.
Anteriormente había sido una corriente dentro del Partido Laborista, Tendencia Militante, formada por trotskistas infiltrados que fueron expulsados del laborismo en la década de 1990. El partido tiene organización tanto en la República de Irlanda como en Irlanda del Norte y edita el diario The Socialist (antes Socialist Voice) y la revista teórica Socialist View o Socialist 2000, además de diversas publicaciones irregulares como Fingal Socialist.

## Historia
En 1996 se escinden Joe Higgins y cuatro diputados laboristas más, con cierto apoyo en Dublín y Cork, así como entre el mundo sindical. 
Es bastante activo dentro del movimiento sindical, sus líderes ocupan cargos importantes en el CPSU y NIPSA, y en la rama norirlandesa del FBU , donde los animan a abandonar al Partido Laborista. Ha dirigido campañas contra las guerras en Afganistán y las guerras en Irak, a favor de Palestina, por el antifascismo y contra el sectarismo, en las que la rama juvenil Socialist Youth ha obtenido un papel bastante activo. Pero últimamente ha destacado en la lucha contra las tasas por el agua: el otoño de 2003 Joe Higgins y Clare Daly fueron enviados a la prisión de Mountjoy durante la campaña, así como otros miembros del partido .
En 2005 Higgins y Mick Murphy denunciaron la explotación de inmigrantes turcos de la multinacional turca GAMA en contratos para proyectos estatales irlandeses (2,2 € / hora cuando la hora mínima irlandesa era de 8,65 €) y organizaron la mayor huelga para trabajadores inmigrantes de Irlanda.

## Resultados electorales

### Elecciones al Dáil Éireann
- Elecciones al Dáil Éireann de 1997: obtienen un diputado, Joe Higgins.
- Elecciones al Dáil Éireann de 2002: obtienen dos TD's (miembros del parlamento irlandés o Dáil), Joe Higgins y Clare Daly.
- Elecciones al Dáil Éireann de 2007: no logran representación.
- Elecciones al Dáil Éireann de 2011: Joe Higgins y Clare Daly son elegidos como TD's.

### Otras elecciones
- Elecciones locales de 2004: obtienen dos consejeros en Dublín y uno en Cork.
- Elecciones europeas de 2004: Joe Higgins obtiene 23.500 votos (5,5%), pero no obtiene escaño.